# Richard Scott, 10. Hertug af Buccleuch
Richard Walter John Montagu Douglas Scott, 10. hertug af Buccleuch og 12. hertug af Queensberry, KT, KBE (født 14. februar 1954), kendt som Lord Eskdaill indtil 1973 og som Jarl af Dalkeith fra 1973 indtil 2007, er en skotsk godsejer og hereditary peer. Han er den nuværende hertug af Buccleuch og Queensberry, såvel som Chief (høvding) for clan Scott. Han er den mandlige arving af James, hertugen af Monmouth (9. April 1649-15 juli 1685), ældste søn af kong Karl 2. og hans elskerinde, Lucy Walter.
Hertugen af Buccleuch er Skotlands næststørste private jordbesidder, med ca. 280.000 acres (ca. 113.000 hektar), vurderet til omkring £1 mia. (ca. 8.327.434.733 dkk, i 2019).

## Barndom og uddannelse
Richard Scott blev født i 1954 som søn af John Scott, 9. hertug af Buccleuch og hertuginde Jane Scott. prinsesse Margaret var hans gudmor.
Han blev uddannet på St. Mary's School, Melrose, Eton College og var ærespage for dronning Elizabeth "dronningemoderen" fra 1967 til 1969. I 1973, arvede hans fader hertugdømmerne Buccleuch og Queensberry, og Richard Scott tog titlen Jarl af Dalkeith. Før det var han Lord Eskdaill. Han er uddannet fra University of Oxford i 1976 og fik en Bachelor of Arts.

## Karriere
Som Jarlen af Dalkeith sad han i bestyrelsen for TV-Stationen ITV BORDER fra 1989 til 1990, og i 1994 tiltrådte han Millennium-Kommissionen som repræsentant for Nordengland. Han blev udnævnt til 'Knight Commander' af orden af det Britiske Imperium i 2000 nytår-æresbevisningerne for sine tjenester til Millennium festlighederne. Han forlader Kommissionen i 2003. Han var formand for the National Trust for Scotland fra 2003 til 2012, og er medlem af Royal Society of Edinburgh.
Richard Scott er ejer af Hertugerne af Buccleuchs's kunstsamling, som er en af de største private kunstsamlinger i Europa med malerier af Leonardo da Vinci.
I oktober 2016 blev hertugen udnævnt til High Steward af Westminster Abbey, en stilling den 5. hertug havde i slutningen af 1800-tallet.
I 2019 trak hertugen sig tilbage som formand for 'Buccleuch Group', som administrerer godser, vindmølleparker, turisme, skovbrug og ejendomme på hertugens jordbesiddelser. 
Richard Scott ejer godser som Boughton House, Drumlanrig slot, Dalkeith Palace og Bowhill House.

## Familie[8]
Richard Scott er søn af John Scott, 9. hertug af Buccleuch og Jane Scott, Hertuginden af Buccleuch. Han har en søster og tre brødre. Hans faster, Elizabeth Montagu Douglas Scott, er gift med hertugen af Northumberland, og deres søn (Richard Scotts fætter) er nu hertug af Northumberland.
I 1981 giftede han sig med lady Elizabeth Marian Frances Kerr, datter af 12. Markis Lothian (og søster til 13. Markis Lothian, konservativ politiker). De har fire børn:
- Lady Louisa Jane Therese Montagu Douglas Scott (1. oktober 1982); Hun giftede sig med Rupert Trotter den 28. maj 2011. De har to børn.
- Walter John Francis Montagu Douglas Scott, jarl af Dalkeith (2. August 1984); Han giftede sig med Elizabeth Hanar Cobbe den 22. November 2014.
- Lord Charles David Peter Montagu Douglas Scott (født 20. April 1987).
- Lady Amabel Clare Alice Montagu Douglas Scott (født 23. juni 1992).

## Jordbesiddelser og rigdom
Richard Scott er den nuværende hertug af Buccleuch og Queensberry og er som ejer af hertugdømmerne Buccleuch og Queensberrys jorder den næststørste private jordbesidder i Skotland. Jordbesiddelserne er på 280.000 acres (ca. 113.000 hektar) og er værdiansat til omkring £1 mia. (tilsvarende til ca. 8.327.434.733 dkk, i 2019).
Hertugen af Buccleuch ejer fire store godser, Boughton House, Drumlanrig Castle, Dalkeith Palace, and Bowhill House. Hertugen bor sammen med sin familie i 1600-talsslottet Dulmanrig på sin Queensberry ejendom. I 2010 boede omkring 1.000 mennesker på hertugens jord16 er. Han har 489 fuldtidsansatte, plus 78 sæsonarbejdere om sommeren.

## Ridder af Tidselordenen
Richard Scott, Hertug af Buccleuch og Queensberry blev udnævnt til ridder af Tidselordenen af hendes Majestæt Dronning Elizabeth 2. i New Year Honours-listen offentliggjort i slutningen af 2017. Startende med den 2. hertug af Buccleuch i 1725, er han er den 9. hertug af Buccleuch i træk, der er ridder af Tidselordenen. I modsætning til mange af udmærkelser, som uddeles ved de lejligheder, tildeles Tidselordenen personligt af monarken. Ridderne (og siden 1911, damerne af Tidselen) er aldrig flere end 16 og monarken. De er livsvarige, men kan træde tilbage.

## Titler og titulering[10]
- 14 februar 1954 - 4 oktober 1973: Lord Eskdaill
- 4 oktober 1973 – 4 September 2007: Jarl af Dalkeith
- 4 September 2007 – Nu: Hans nåde Hertugen af Buccleuch og Queensberry

De bruges i tiltale, men han har i alt 12 titler:
- 10. Hertug af Buccleuch
- 12. Hertug af Queensberry
- 12. Markis af Dumfriesshire
- 13. Jarl af Buccleuch
- 10. Jarl af Doncaster
- 10. Jarl af Dalkeith
- 12. Jarl af Drumlanrig and Sanquhar
- 12. Viscomte af Nith, Tortholwald og Ross
- 14. Lord Scott og Buccleuch
- 13. Lord Scott af Whitchester og Eskdaill
- 10. Baron Scott af Tindale
- 12. Lord Douglas af Kilmount, Middlebie og Dornock'